# 芝麻菜属
芝麻菜属，又名瓢儿菜属，是十字花科下的一个属，原产地中海地区。

## 下属物种
本属包括以下一年生物种：
- 撒哈拉芝麻菜 Eruca aurea Batt. 撒哈拉沙漠中西部（西撒哈拉、摩洛哥、阿尔及利亚）
- 紫花芝麻菜 Eruca foleyi (Batt.) Lorite, Perfectti, J.M.Gómez, Gonz.-Megías & Abdelaziz 撒哈拉沙漠西北部（摩洛哥、阿尔及利亚）
- 地中海芝麻菜 Eruca longirostris Uechtr. 地中海地区广布
- 高大芝麻菜 Eruca pinnatifida (Desf.) Pomel 地中海南岸以及撒哈拉沙漠北部（摩洛哥、阿尔及利亚、突尼斯）
- 芝麻菜 Eruca sativa Mill. 原产地中海地区和西亚，世界各地广泛栽培、逸生或归化
- 胀萼芝麻菜 Eruca vesicaria (L.) Cav. 地中海地区西部（西班牙、摩洛哥、阿尔及利亚）

曾经归入本属、但现在一般归入Brassica/Guenthera sect. Brassicaria的多年生物种：
- Brassica loncholoma Pomel（异名：Guenthera loncholoma (Pomel) Gómez-Campo, Eruca loncholoma (Pomel) O.E.Schulz）
- Brassica setulosa (Boiss. & Reut.) Coss.（异名：Guenthera setulosa (Boiss. & Reut.) Gómez-Campo, Eruca setulosa Boiss. & Reut.）